# Francesco Cossiga
Francesco Cossiga (Sassari, 26 juli 1928 - Rome, 17 augustus 2010) was een Italiaans politicus. Van 1985 tot 1992 was hij de achtste president van Italië.

## Politieke carrière
Francesco Cossiga hield zich zijn hele leven bezig met de politiek. Op zijn zeventiende schreef hij zich in bij de Democrazia Cristiana (DC, de christendemocraten), lang de grootste partij in de Italiaanse regering na de Tweede Wereldoorlog. Nadat hij succesvol was afgestudeerd in de rechten ging Cossiga in de jaren 50 de politiek in. Hij heeft verschillende belangrijke functies bekleed:
- Gedeputeerde voor de Democrazia Cristiana
- Minister van Binnenlandse Zaken (Ministro dell'Interno)
- Staatssecretaris van Defensie
- Minister-president (Presidente del consiglio dei ministri) van 5 augustus 1979 tot 18 oktober 1980
- Senaatsvoorzitter (Presidente del Senato della Repubblica)
- President van Italië (Presidente della Repubblica)
- Senator voor het leven, als emeritus-president

### President van Italië – 1985-1992
Cossiga werd op 56-jarige leeftijd gekozen als president van Italië. Op 29 juni 1985 volgde hij president Sandro Pertini op. Cossiga was de jongste Italiaanse politicus ooit die werd verkozen in deze functie. Zijn verkiezing was bovendien opmerkelijk, omdat voor de eerste keer in de Italiaanse geschiedenis een kandidaat na de eerste stemronde al de meerderheid van de stemmen behaalde. Hij stond bekend als een discreet en rationeel politicus mede omdat hij was afgetreden als minister van Binnenlandse Zaken na de moord op de christendemocratische politicus Aldo Moro in 1978. 

Zijn termijn valt te verdelen in twee periodes. De eerste periode duurde tot de val van de Berlijnse Muur in 1989 en kenmerkte zich door de rol van Cossiga als president. Hij hield zich op de achtergrond en observeerde en controleerde slechts wat de regering deed, zonder zelf invloed uit te oefenen hierop. 

Na de val van de muur nam hij een totaal andere visie aan: het Italiaanse politieke systeem moest drastisch worden hervormd na de val van het communisme. Twee machtsblokken, de christendemocraten en de communisten waren hier niet blij mee, maar Cossiga bleef het systeem stukje bij beetje proberen af te breken. Daarom wordt hij ook vaak 'de president met het pikhouweel' genoemd. Hij sprak zich ook uit tegen magistraten die zich te veel met de politiek gingen bemoeien en hij beschuldigde de media van het nemen van te veel vrijheden. Daarbij komt nog dat hij, met zijn vele optredens op de televisie, agressieve aanvallen deed tegen belangrijke individuen. Zo nam hij openlijk afstand van Giulio Andreotti en Ciriaco De Mita, twee van zijn partijgenoten. Hierdoor zei zijn eigen partij het vertrouwen in hem op. Op deze manier wilde hij het politieke systeem openbreken en in Italië een 'tweede Republiek' stichten. 

Twee maanden voordat zijn mandaat er officieel op zou zitten maakte hij bekend dat hij zijn taak voortijdig neer zou leggen.

#### Het Gladio-schandaal
Het Gladio-schandaal hield Italië in 1990 in zijn ban. Bij het zoeken naar bewijs voor onopgeloste rechtszaken uit de tijd van de Rode Brigades, een extreemlinkse terroristische organisatie, stuitte een jonge magistraat, Felice Casson, op informatie over een geheim paramilitair netwerk genaamd Gladio. Dit netwerk was verbonden aan de geheime diensten in Italië en opgericht om in het geval van een buitenlandse invasie taken te kunnen doen zoals sabotage, propaganda en het voeren van een guerrilla-oorlog. Het netwerk was vooral gericht op het communistische Rusland. 

Ook Cossiga's naam kwam ter sprake in het onderzoek. Later is duidelijk geworden dat hij als president wist van het bestaan van een dergelijke organisatie en deze ook steunde. Hij is echter nooit veroordeeld voor zijn betrokkenheid. Wel zijn er aan zijn adres in totaal 29 beschuldigingen gedaan zoals:
- Het openlijk geven van kritiek op de commissie die was ingesteld om onderzoek te doen naar het terrorisme en de aanslagen van de Rode Brigades.
- Het verstrekken van informatie over het onderzoek naar de organisatie Gladio, terwijl dit onderzoek nog steeds liep.
- Het uitoefenen van druk op de regering om niet te reageren op vragen vanuit de Kamer over Gladio.

De moeilijkheden en beschuldigingen naar aanleiding van het Gladio-schandaal hebben ervoor gezorgd dat Cossiga op 28 april 1992 zijn ontslag indiende als president van Italië.

### De laatste jaren van zijn carrière
Ook na zijn aftreden als president bleef Francesco Cossiga politiek actief. In het begin legde hij zich vooral toe op zijn taak als Senator voor het leven, maar uit zijn frustratie over het ontbreken van een centrum-christendemocratische partij, richtte hij de UDR op (Unione Democratica per la Repubblica) een partij die dit gat zou moeten opvullen. Deze partij was echter niet succesvol en Cossiga gaf in 2002 aan ontslag te gaan nemen als senator voor het leven, al is dit nooit daadwerkelijk gebeurd. 

Onder een pseudoniem schreef hij ook artikelen in een aantal dagbladen, zoals Libero en Il Riformista. Cossiga overleed op 17 augustus 2010 in de Gemelli-kliniek in Rome aan de gevolgen van een hartaanval.